# Copulation
Pour le rapport sexuel chez les animaux, voir Accouplement (biologie).
La copulation est un type d'accouplement au cours duquel le mâle introduit directement le sperme dans les voies génitales de la femelle. Elle s'opère par fécondation interne.  Chez la plupart des anoures (grenouilles, crapauds) et des urodèles (salamandres, tritons), la fécondation externe est précédée d'un rapprochement des sexes, l'amplexus, qui est une pseudocopulation tenant une place intermédiaire entre la fécondation à distance des poissons et la copulation des Vertébrés.
Le terme de copulation désigne plus spécifiquement l'activité sexuelle innée des mammifères non-primates (rongeurs, canidés, félidés, bovidés, équidés…). L'anatomie du corps et du système nerveux est spécifiquement organisée pour la copulation hétérosexuelle. Par contre, le rapport sexuel humain provient d'une évolution des facteurs biologiques qui contrôlent la copulation des mammifères.

## La copulation chez les mammifères non-primates
La copulation est instinctuelle chez les mammifères non-primates.

Mammifères en train de copuler
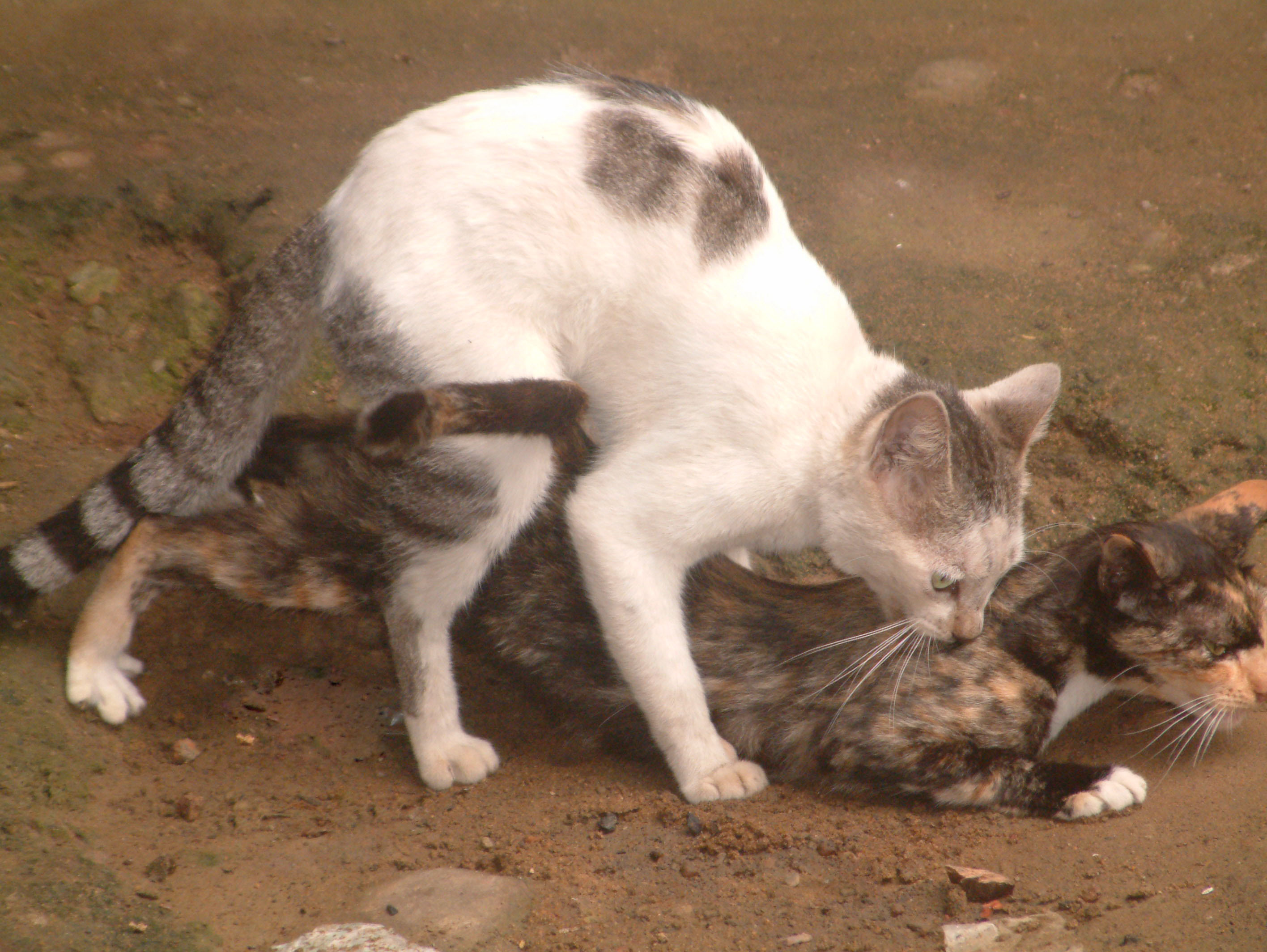
Deux chats.
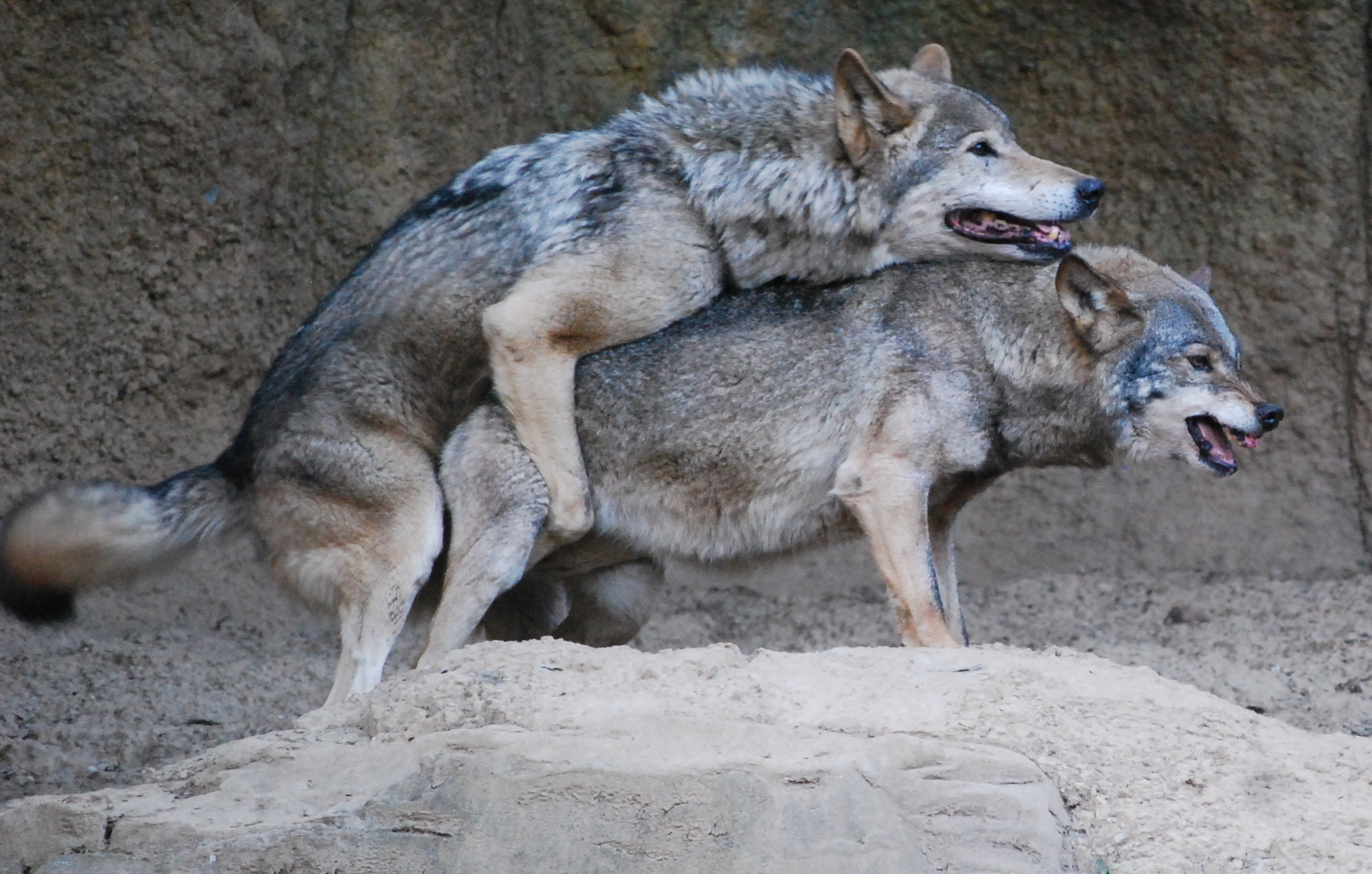
Deux loups.
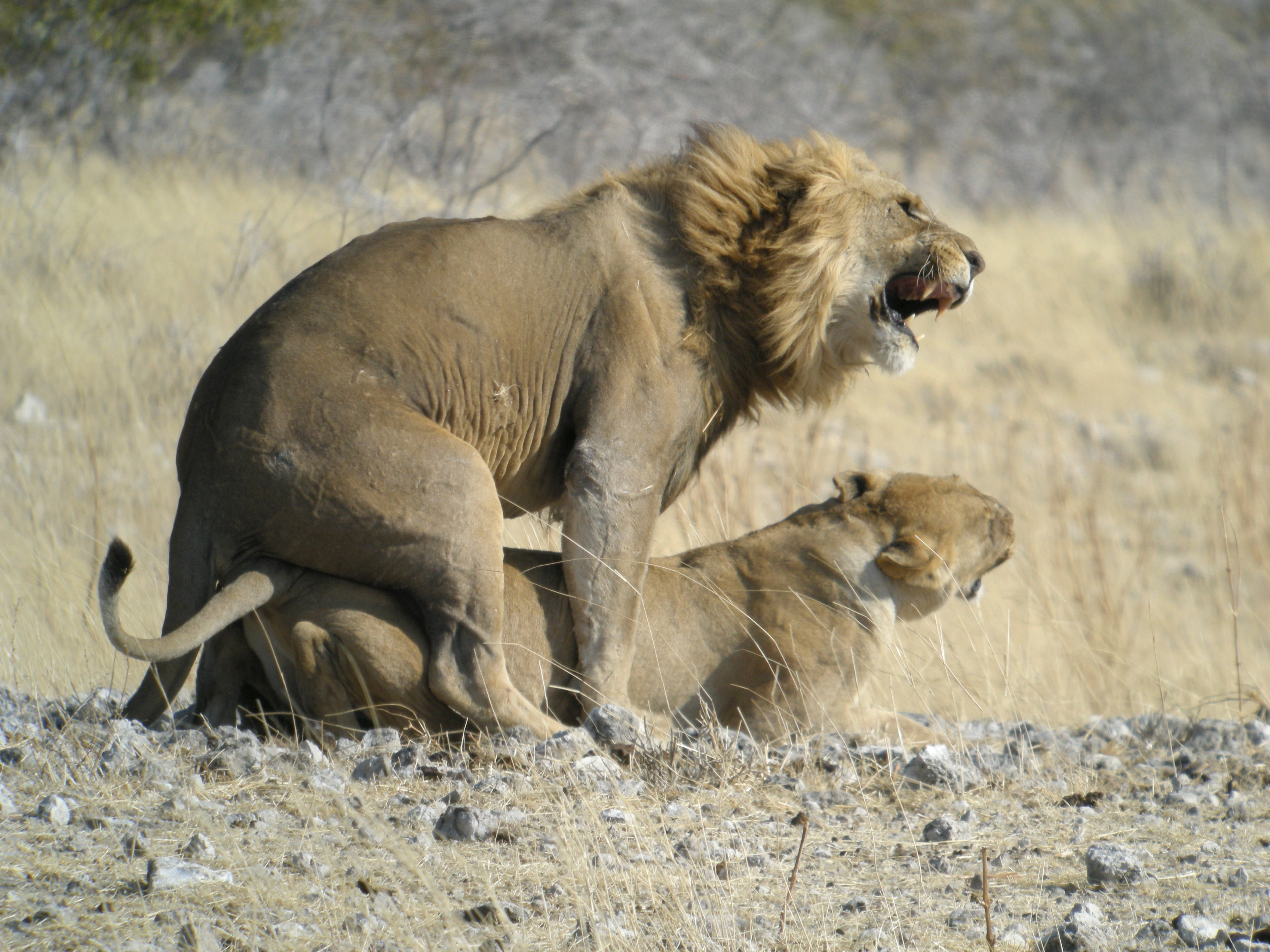
Lion et lionne.
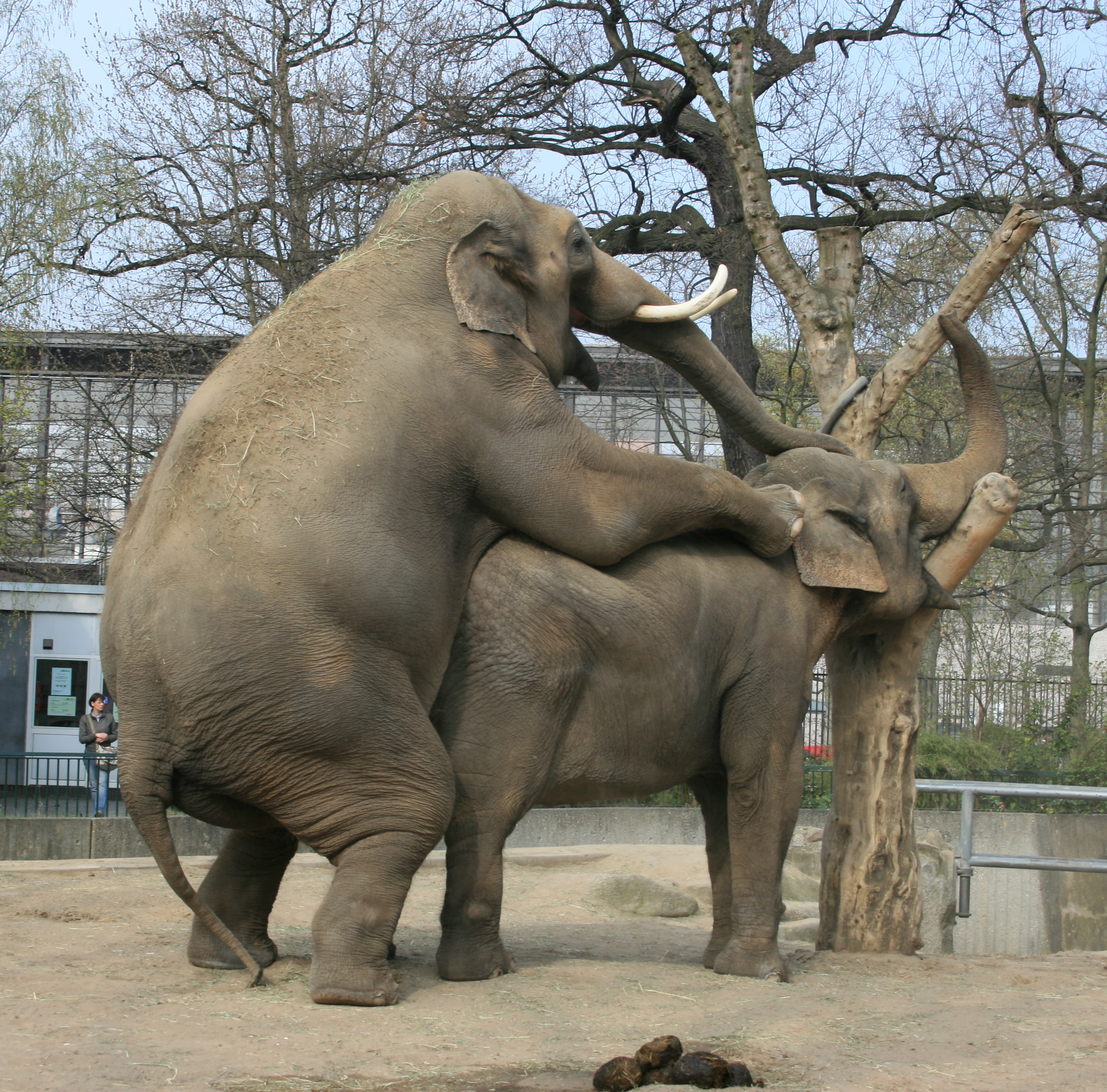
Éléphants au zoo de Berlin.

Les études scientifiques récentes montrent que l'organisation neuroanatomique générale des mammifères non-primates est spécifiquement conçue pour la copulation hétérosexuelle. En simplifiant, il existe trois grands circuits neurobiologiques précablés, contrôlés par les hormones :
1. les circuits olfactifs (flèches rouges, schéma ci-dessous), à l'origine de l'excitation sexuelle et de l'orientation sexuelle ;
2. les circuits des réflexes sexuels (lordose, érection, éjaculation… flèches orange), qui permettent la copulation ;
3. les circuits des récompenses sexuelles (système de récompense associé au pénis/clitoris – flèches bleues), qui sont impliqués dans les apprentissages sexuels (en particulier de la motivation sexuelle)[3].

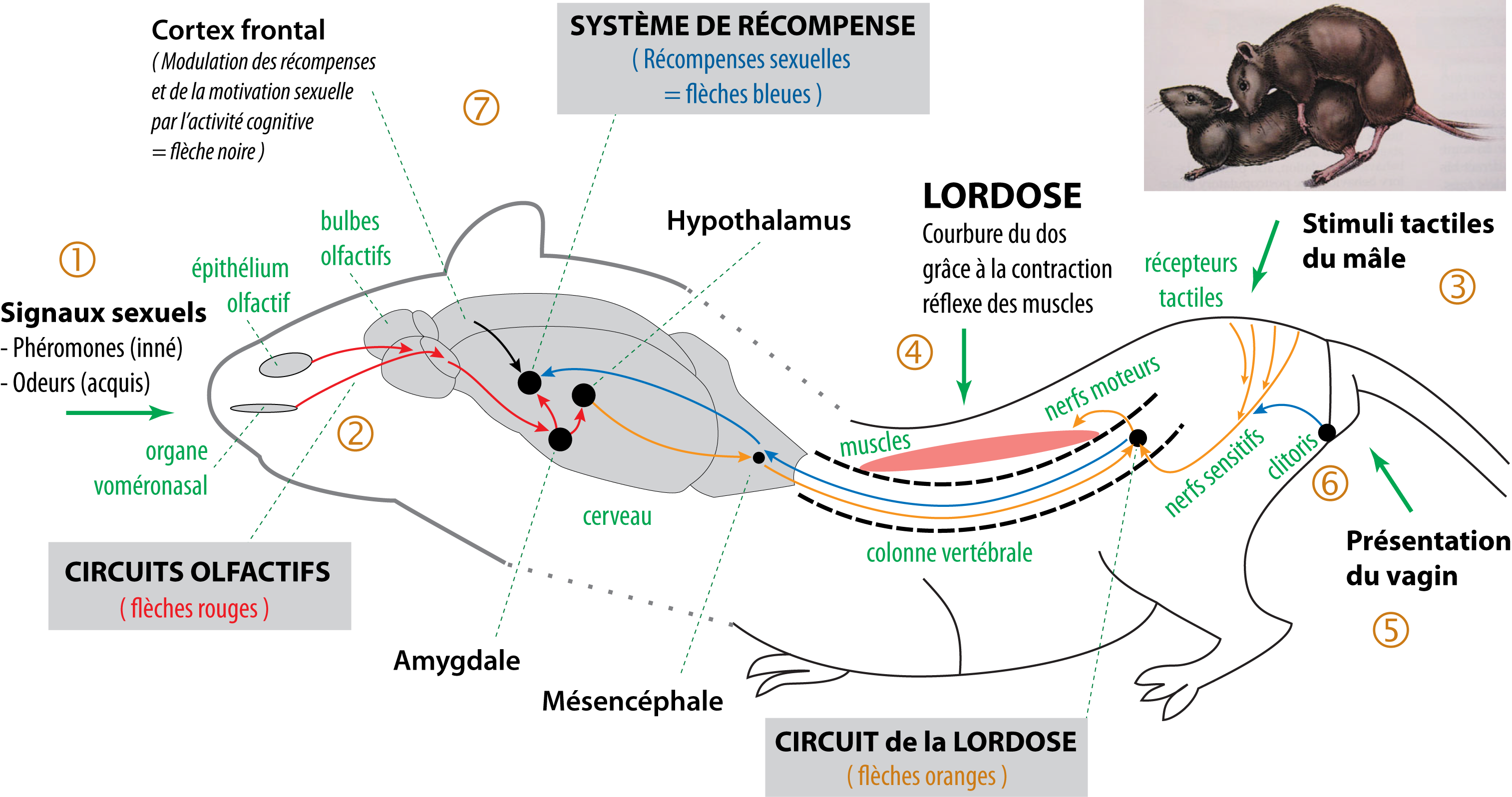
Schéma simplifié des circuits neurobiologiques qui contrôlent le comportement de reproduction chez les mammifères femelles non-primates. En simplifiant, les hormones contrôlent l'activité de ces circuits innés. Elles activent la sécrétion des phéromones et désinhibent le réflexe de lordose. Les phéromones du mâle (1) sont détectées et traitées par les circuits olfactifs (2 - flèches rouges). Elles déclenchent l'excitation sexuelle chez la femelle et, via l'hypothalamus, la facilitation du réflexe de lordose. La monte du mâle stimule la croupe de la femelle (3) ce qui déclenche le réflexe de lordose (4 - flèches orange). La courbure du dos induit la présentation du vagin au mâle (5). Puis les sensations clitoridiennes lors de la pénétration (6) activent le système de récompense (7 - flèches bleues), induisant l'apprentissage de motivations sexuelles et à rester à proximité du partenaire de copulation (attachement).

En particulier chez la femelle, la copulation est contrôlée par plusieurs processus neurobiologiques innés, dont le réflexe sexuel moteur de la lordose (voir schéma suivant).

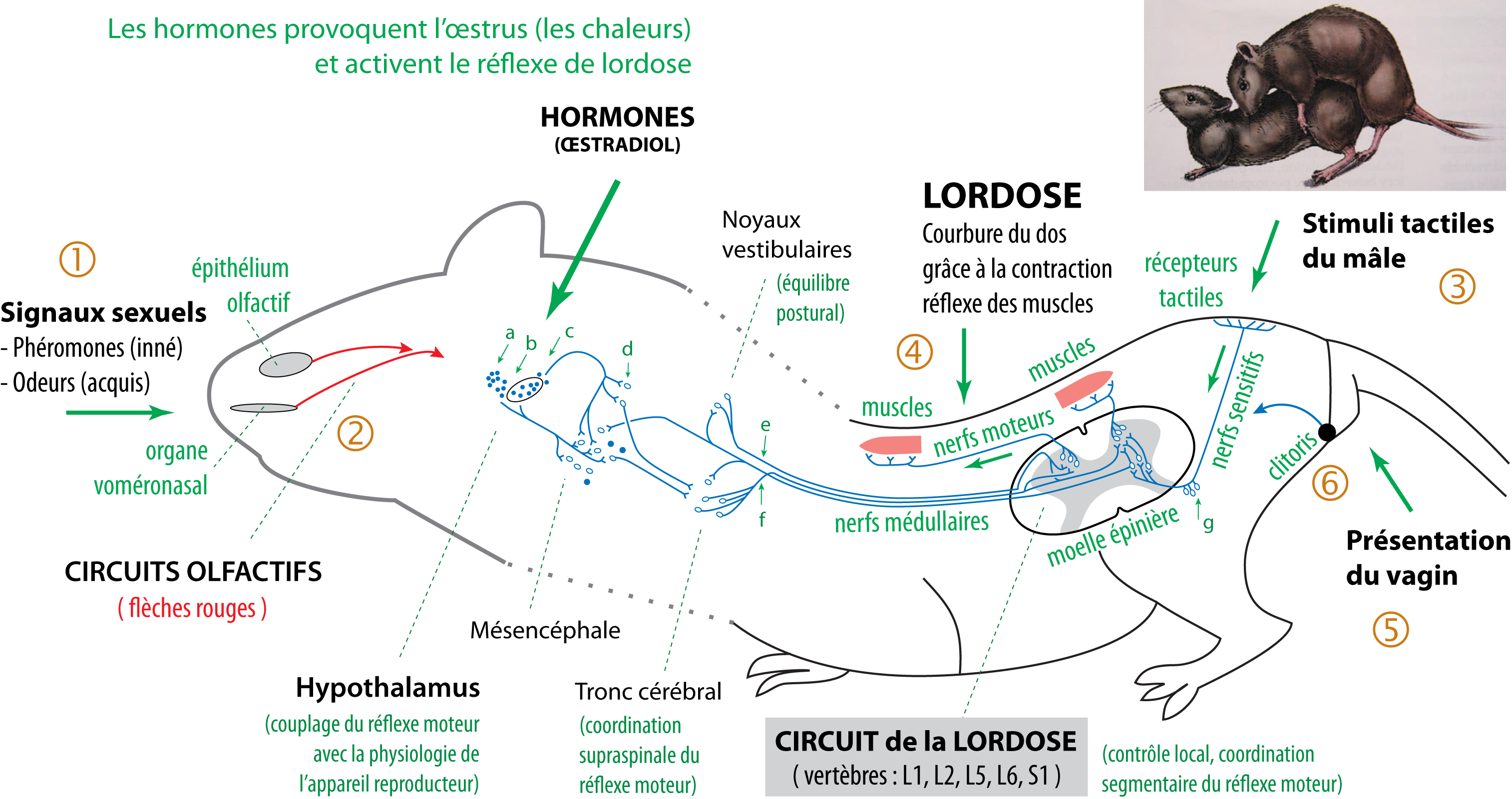
Lordose. Schéma simplifié des circuits neurobiologiques du réflexe sexuel de lordose, spécifique aux mammifères femelles, et indispensable à la réalisation de la copulation. Ce réflexe sexuel moteur complexe est précablé dans la moelle épinière et reçoit des afférences modulatrices du télencéphale.
Légende : a) Noyau préoptique médian ; b) Noyau hypothalamique antérieur ; c) Noyau hypothalamique ventromédian ; d) Formation réticulaire mésencéphalique ; e) Faisceau vestibulo-spinal ; f) Faisceau réticulo-spinal ; g) Racines dorsales L1, L2, L5, L6 et S1. NB: le circuit neural est bilatéral. Le schéma est simplifié pour plus de lisibilité.

En simplifiant, la femelle ne peut avoir d'autre activité sexuelle que la lordose.
Chez le mâle, la réalisation de la copulation est plus complexe, car quelques apprentissages sont nécessaires. Néanmoins les processus innés (rétrocontrôle de l'intromission du pénis dans le vagin, mouvement rythmique du bassin, détection des phéromones de la femelle…) sont spécifiques de la copulation. Ces processus innés orientent les apprentissages vers la copulation hétérosexuelle.
Ainsi, grâce à la coordination des hormones, des phéromones et des réflexes sexuels, il existe chez les mammifères non-primates un véritable comportement de reproduction.

## Évolution du contrôle de la copulation chez les hominidés

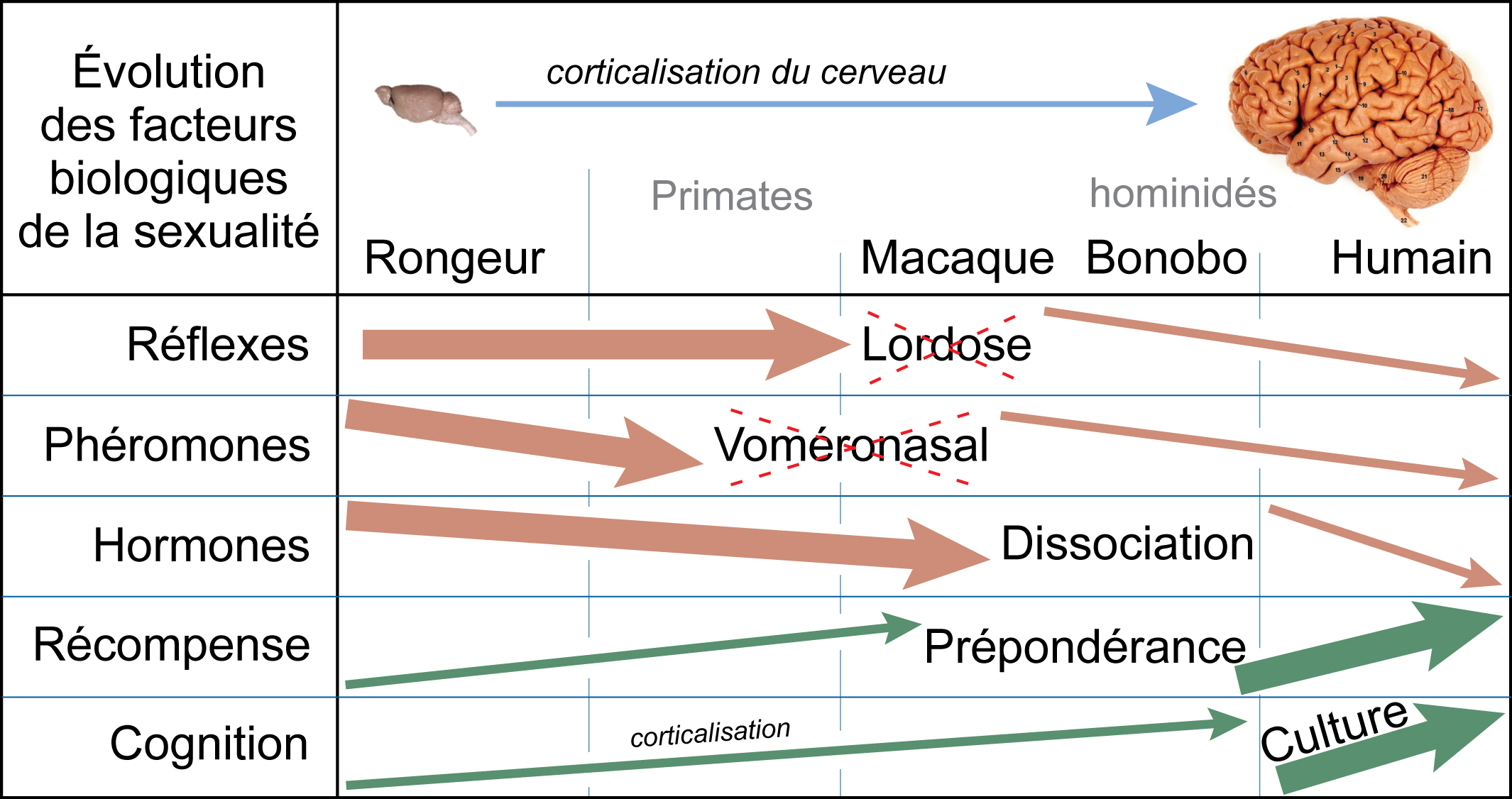
Évolution des principaux facteurs neurobiologiques qui contrôlent le comportement sexuel des mammifères.

Chez la femelle, le réflexe sexuel crucial de la lordose n'est plus fonctionnel. Les stimuli sexuels ne déclenchent plus ni l'immobilisation ni la courbure réflexe du dos. Le rapport sexuel humain dépend d'un autre type de contrôle neurobiologique. Chez les mammifères ayant un cerveau très développé (Homo sapiens, chimpanzés, bonobos, orangs-outans, dauphins), la structure cérébrale a évolué (voir schéma ci-contre) et la dynamique fonctionnelle du comportement a été modifiée : le comportement de reproduction devient un comportement érotique.
Le coït vaginal est toujours pratiqué chez les humains, mais ce n'est plus une activité motrice réflexe, guidée par les phéromones et contrôlée par les hormones. C'est plutôt une activité érotique, parmi d'autres, réalisée volontairement pour obtenir des récompenses cérébrales (plaisir,).